# فوزی ملقی
فوزی ملقی (عربی: فوزي الملقي؛ ۱۹۱۰ – ۱۹۶۲ (۵۱−۵۲ سال)) سیاست‌مدار اهل اردن بود. وی از ۵ مه ۱۹۵۳ تا ۲ مه ۱۹۵۴ نخست‌وزیر اردن بود.
فوزی ملقی در ۱۰ ژانویه ۱۹۶۲، در سن ۵۲ سالگی درگذشت.